# Fiorino di camera

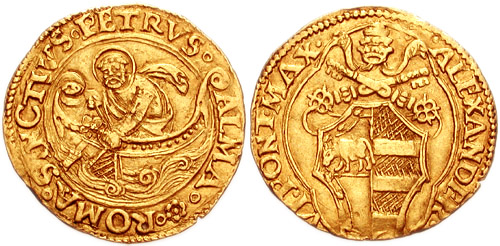
Papieskie fiorino z okresu pontyfikatu Aleksandra VI

Fiorino di camera (fiorino pontificio) – złota moneta papieska z okresu późnego średniowiecza i renesansu.
Początkowo, w drugiej połowie XIV wieku, emitowana w Awinionie dla rozliczeń finansowych prowadzonych przez izbę skarbową (kamerę) ówczesnych antypapieży. Będąca odpowiednikiem florenckiej monety wysokowartościowej (florena), wybijana była z czystego złota (24-karatowego) przy masie jednostkowej 3,54 g i w liczbie 63 sztuk z grzywny tego kruszcu.
Restytuowana w okresie renesansu, za pontyfikatu Sykstusa IV, dla płatności dokonywanych przez skarb papieski w związku z fundowaniem obiektów architektonicznych, mecenatem artystycznym oraz muzealnymi zakupami dzieł sztuki. Emitowana po raz pierwszy w 1475 r. w Rzymie i nazywana „złotą monetą renesansowych papieży”, wypuszczana była przez niemal stulecie obok papieskiego dukata (ducato papale) i złotego skuda, aż do pontyfikatu Piusa V (1572). Bita również w mennicach Ankony, Maceraty i Bolonii, występowała też w postaci wielokrotności: fiorino podwójnego, pięciokrotnego (za Aleksandra VI), dziesięciokrotnego (za Sykstusa IV).                                                      
Na licowej stronie (awersie) monety umieszczano na ogół herb, a później podobiznę aktualnego papieża, przedstawieniem rewersowym była postać św. Piotra w łodzi, często też postacie Chrystusa i św. Piotra względnie dwóch apostołów-rybaków (św. Piotra i św. Andrzeja) w łodzi (głównie na wielokrotnościach tego florena). Motyw ciągnącego sieć rybacką św. Piotra pojawił się pierwotnie na monetach Kaliksta III, kontynuowany i rozwijany przez jego następców. W ówczesnej symbolice odgrywał on również znaczenie polityczne, a używane często zamiast imienia apostoła określenie PATRIMONIVM S(ancti) PETRI umieszczano zarówno na monetach papieży z XIII-XIV wieku (jako jego prawnych sukcesorów), jak i na emisjach pieniądza papieży awiniońskich.